# Le Bourg-Dun
Pour les articles homonymes, voir Dun.
 (indiquez la date de pose grâce au paramètre date).
Le Bourg-Dun est une commune française située dans le département de la Seine-Maritime en région Normandie.

## Géographie

### Localisation
La commune est située dans le pays de Caux et traversée par le Dun.
Le Bourg-Dun est située à 5 km de Luneray, à 7 km de Fontaine-le-Dun, à 13 km d'Offranville, à 14 km de Saint-Valery-en-Caux et à 19 km de Dieppe.

### Hydrographie
La commune est située dans le bassin Seine-Normandie. Elle est drainée par le Dun, le fossé de la Côte d'Orimont et  et un autre petit cours d'eau,.
Le Dun, d'une longueur de 13 km, prend sa source dans la commune de Autigny et se jette  dans la Manche à Saint-Aubin-sur-Mer, après avoir traversé huit communes. Les caractéristiques hydrologiques de le Dun sont données par la station hydrologique située sur la commune. Le débit moyen mensuel est de 0,255 m3/s. Le débit moyen journalier maximum est de 1,88 m3/s, atteint lors de la crue du 26 février 2024. Le débit instantané maximal est quant à lui de 4,96 m3/s, atteint le 18 juin 2023.

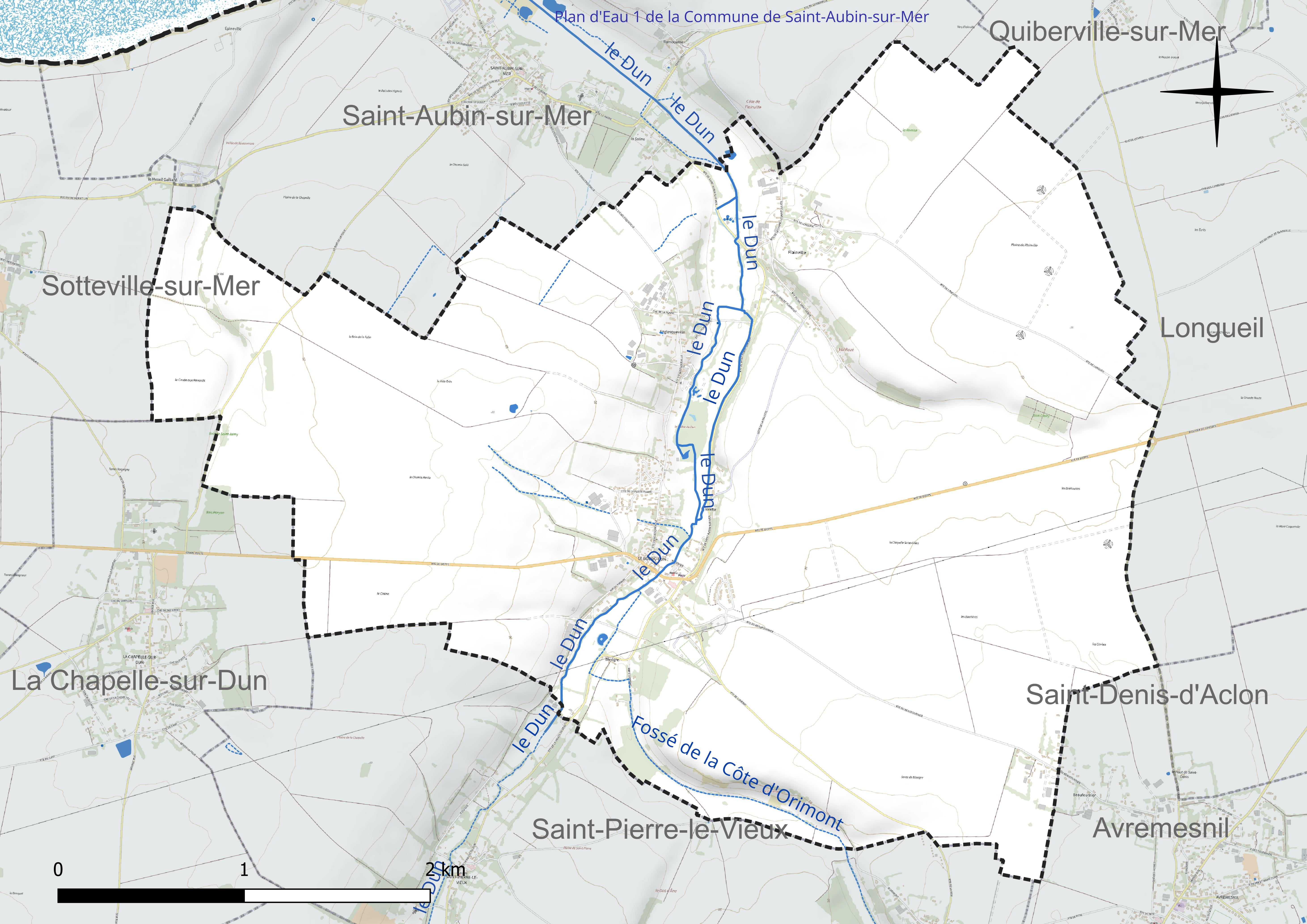
Réseau hydrographique du Bourg-Dun.

### Climat
Pour des articles plus généraux, voir Climat de la Normandie et Climat de la Seine-Maritime.
En 2010, le climat de la commune est de type climat océanique franc, selon une étude du CNRS s'appuyant sur une série de données couvrant la période 1971-2000. En 2020, Météo-France publie une typologie des climats de la France métropolitaine dans laquelle la commune est exposée à un climat océanique et est dans la région climatique Côtes de la Manche orientale, caractérisée par un faible ensoleillement (1 550 h/an) ; forte humidité de l’air (plus de 20 h/jour avec humidité relative > 80 % en hiver), vents forts fréquents. Parallèlement le GIEC normand, un groupe régional d’experts sur le climat, différencie quant à lui, dans une étude de 2020, trois grands types de climats pour la région Normandie, nuancés à une échelle plus fine par les facteurs géographiques locaux. La commune est, selon ce zonage, exposée à un « climat maritime », correspondant au Pays de Caux, frais, humide et pluvieux, légèrement plus frais que dans le Cotentin.
Pour la période 1971-2000, la température annuelle moyenne est de 10,6 °C, avec une amplitude thermique annuelle de 12,5 °C. Le cumul annuel moyen de précipitations est de 935 mm, avec 13,1 jours de précipitations en janvier et 8,4 jours en juillet. Pour la période 1991-2020, la température moyenne annuelle observée sur la station météorologique la plus proche, située sur la commune de Dieppe à 15 km à vol d'oiseau, est de 11,3 °C et le cumul annuel moyen de précipitations est de 805,2 mm,. Pour l'avenir, les paramètres climatiques de la commune estimés pour 2050 selon différents scénarios d’émission de gaz à effet de serre sont consultables sur un site dédié publié par Météo-France en novembre 2022.

## Urbanisme

### Typologie
Au 1er janvier 2024, Le Bourg-Dun est catégorisée commune rurale à habitat dispersé, selon la nouvelle grille communale de densité à sept niveaux définie par l'Insee en 2022.
Elle est située hors unité urbaine et hors attraction des villes,.

### Occupation des sols
L'occupation des sols de la commune, telle qu'elle ressort de la base de données européenne d’occupation biophysique des sols Corine Land Cover (CLC), est marquée par l'importance des territoires agricoles (95,8 % en 2018), en diminution par rapport à 1990 (97,2 %). La répartition détaillée en 2018 est la suivante : 
terres arables (76,6 %), prairies (13,6 %), zones agricoles hétérogènes (5,6 %), zones urbanisées (4,2 %). L'évolution de l’occupation des sols de la commune et de ses infrastructures peut être observée sur les différentes représentations cartographiques du territoire : la carte de Cassini (XVIIIe siècle), la carte d'état-major (1820-1866) et les cartes ou photos aériennes de l'IGN pour la période actuelle (1950 à aujourd'hui).

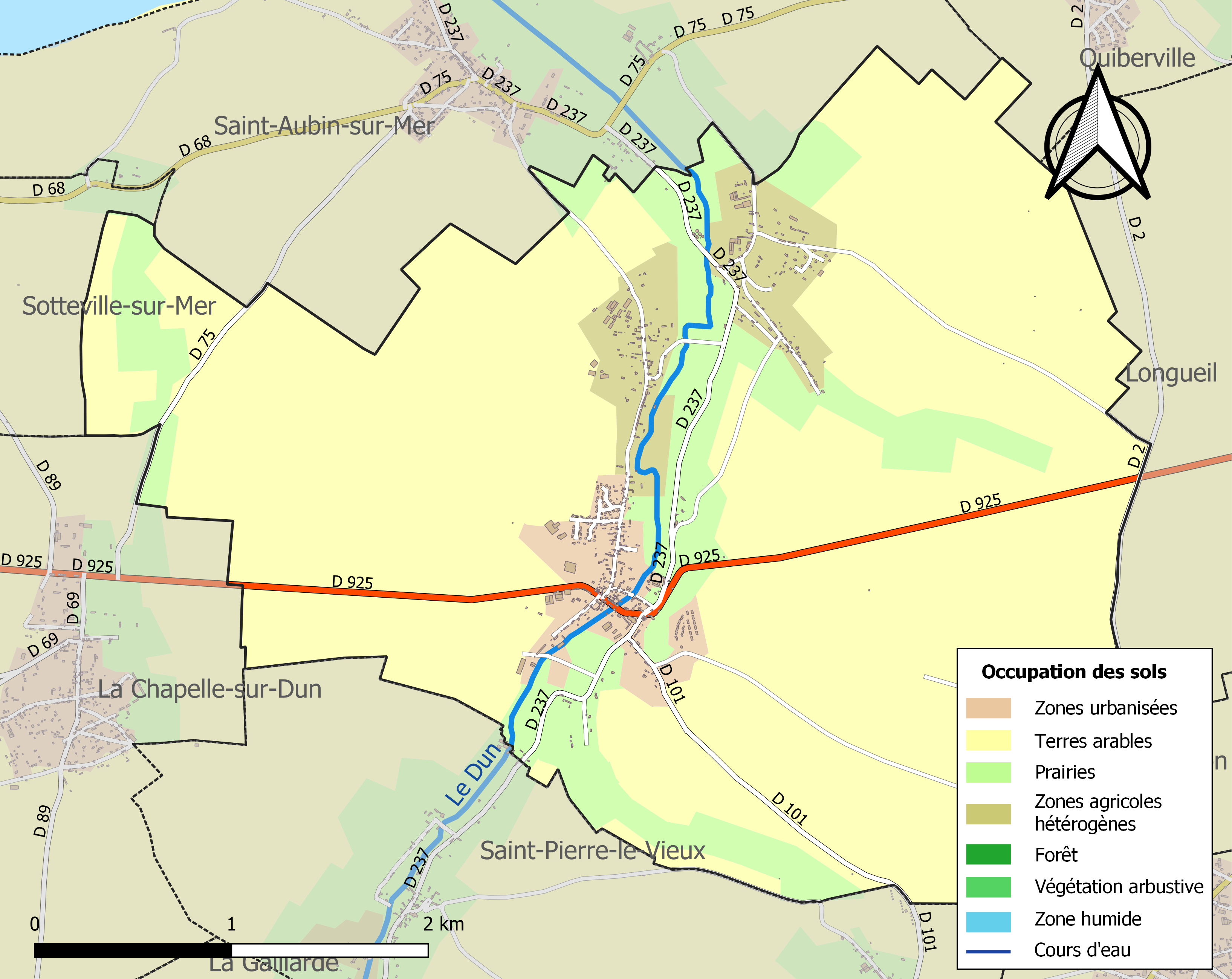
Carte des infrastructures et de l'occupation des sols de la commune en 2018 (CLC).

## Toponymie
Le nom de la localité est attesté sous les formes Dunus en 876 et vers 1023, Burgo Duni en 1236 et 1244.
L'adjonction de l'appellatif toponymique Bourg, issu du nom commun bourg est relativement tardive comme le montrent les formes anciennes. Comme c'est souvent le cas, Dun représente un hydronyme, c'est-à-dire le nom de la rivière qui coule à cet endroit le Dun, qui s'est fixé comme toponyme selon un processus fréquemment observé en Seine-Maritime (ex. : Dieppe, Eu, Fécamp, etc.). Le Dun est cité dès le VIIIe siècle (en 735 - 743) dans un texte rédigé en latin : super fluvio Duno « sur la rivière Dun ».
Le mot Dun est un thème hydronymique indo-européen, conservé en celtique, et que l'on rencontre par exemple dans le Dun, rivière du Berkshire ; le Don, affluent de l'Orne ; le Don, rivière du Yorkshire et peut-être le Don, fleuve de Russie.
- Le hameau de Flainville, quant à lui, est attesté dans un acte d'Henri II daté de 1155[19] où apparaît pour la première fois sous une forme latinisé le nom de son seigneur Gaudifri de Fleinvilla. Il s'agit d'une formation toponymique médiévale en -ville au sens ancien de « domaine rural », dont l'élément Flein- représente l'anthroponyme vieux norrois Fleinn[20],[21].

Les hameaux de Blengre et d'Englesqueville, historiquement dépendants de la commune de Saint-Aubin-Sur-Mer avant d'être rattachés au Bourg-Dun.
- La première mention de Blengre apparaît en 1220 sous la forme Blange, mais par la suite, il est régulièrement attesté sous la forme Bellengues jusqu'au XVIIe siècle, sans doute à rapprocher des toponymes en -ingue, -engue, -angue (ex : les Blanques, hameau d'Alvimare, désigné Bernengues en 1267), élément qui semble représenter l'ancien scandinave engi « pré, prairie »[20].
- Englesqueville est une formation toponymique caractéristique de la Normandie, dont il existe de nombreux exemples (voir Englesqueville), les communes du pays de Caux ont cependant vu rectifier leur graphie d'Englesqueville en Anglesqueville. Il s'agit d'une formation toponymique en -ville au sens ancien de « domaine rural » précédé de l'ancien adjectif engleske, englesche « anglaise », d'où le sens global de « domaine rural anglais »[17]. Il s'agit dans ce cas de colons anglo-scandinaves ou de Scandinaves venus d'Angleterre[17], notamment du Danelaw. Dans le cas de ce hameau, il s'agit vraisemblablement d'un cas fréquent de transfert de toponyme, le nom initial étant vraisemblablement un des Englesqueville ou Anglesqueville du pays de Caux qui sont attestés dès les XIe et XIIe siècles.

Par décret du 26 mars 1993, Bour-Dun s'est appelée officiellement Le Bourg-Dun.

## Histoire

### Le Haut Moyen Âge
Avant l'an 1000, l'existence du Bourg-Dun n'est pas officiellement attestée, même si les vallées environnantes étaient habitées aux époques gauloises et gallo-romaines. Des fouilles archéologiques ont cependant permis de mettre au jour des preuves de peuplement, comme un vase contenant quelque trois cents médailles à l'effigie des empereurs romains du IIIe siècle qui fut déterré par un berger en 1847, ou une nécropole franque dans le hameau de Blengre, mise à jour entre 1908 et 1913, dont les corps étaient tous orientés vers l'est.
La Rue d'Enfer, située dans le centre-bourg et parallèle à la route principale, marque l'endroit ou jadis une voie romaine traversait le Dun par un gué.
Des raids vikings causèrent la ruine des monastères et de l'abbaye, mais une église sera reconstruite à l'emplacement même de l'ancienne abbaye à la fin du millénaire.

### Bas Moyen-Âge et temps modernes
Au XIe siècle, la nef de l'église fut entièrement refaite. Ceci marque possiblement la preuve de la générosité de Guillaume Le Conquérant. Les plus anciennes parties du monument datent en effet de cette époque.
En 1418, la région entière tombe aux mains des Anglais, qui la réorganisent à leur manière. Les campagnes sont alors sujettes au brigandage, ce qui poussera les Anglais à lever des troupes, ce qui nuira au travail de la terre et engendrera une misère grandissante.
Au XVIe siècle, la prospérité semble s'établir de nouveau dans la paroisse, comme l'atteste l'abbé Anatole Loth en ces mots : « un degré de richesse et de prospérité qu'elle [la Paroisse] n'a jamais revu ». De grands travaux sont entrepris, aux frais seuls des paroissiens, et l'église s'enrichit de son architecture Renaissance.
En 1562, les protestants de Dieppe causent pillages et dévastations sur toute la côte, du Tréport au Havre, y compris au Bourg-Dun qui sera pillé et dont l'église sera dévastée après un rude combat dans les environs de Veules.
Le 27 mars 1607, la région est balayée par un ouragan qui causera des dégâts considérables au Bourg-Dun : toits de chaume envolés, cheminées détruites et arbres soufflés.
En 1739, une requête adressée à l'intendant de la Généralité de Rouen fait état de nombreuses inondations dans la vallée du Dun, qui y est décrit comme « un cloaque et marais inaccessible » d'où « les fermiers fuient ». À la suite de cette demande d'assainissement, un nouveau lit est creusé afin de canaliser les eaux, lit qui figure sur le plan dressé en 1741.

### Les temps révolutionnaires et le XIXe siècle
En février 1790, lors du renouvellement de la municipalité, le titre de maire est créé, ce qui remplace le syndic. Les dix années de révolution transformeront en profondeur les structures de la société et modifieront l'organisation politique et administrative du pays.
C'est 1791 que le hameau de Blengre est réuni au Bourg-Dun.
En 1793, la paroisse de Saint-Denis-du-Val fusionne avec celle de Flainville.
Le 4 octobre 1822, le hameau de Flainville est rattaché à la commune du Bourg-Dun par Ordonnance royale.
En 1833, le hameau d'Englesqueville est lui aussi rattaché au Bourg-Dun.
En 1870, plus précisément le 14 décembre, l'armée prussienne arrive au Bourg-Dun mais n'y séjourne que deux jours avant d'y revenir pendant tout le mois de février 1871.

### Le XXe siècle
Quatre longues année de peine marqueront la vie du village de 1914 à 1918, en raison du départ des mobilisés qui modifiera le travail dans les fermes, et de la grippe espagnole qui causera 41 décès uniquement au village en 1918.
La guerre de 1939-1945 mobilisera 33 villageois, fera 25 prisonniers et une centaine de réfugiés néerlandais, belges et du Nord de la France seront accueillis en 1939. La libération a lieu le 2 septembre 1944, et quatre noms supplémentaires sont gravés sur le monument aux morts au sortir de la guerre.
Le village reçut le 10 juillet 1960 la visite du général de Gaulle, alors président de la République, alors qu'il se rendait de Dieppe au Havre.
En 1978, le Festival du lin fut inauguré en la commune du Bourg-Dun avec l'exposition "Le lin, fleuron du Pays de Caux". Depuis, le Festival du lin a lieu chaque année dans toute la vallée du Dun et jouit d'une forte popularité.

## Histoire illustrée

### Le Centre-Bourg avant-guerre
À l'endroit où sont désormais implantés l'épicerie, le bar-brasserie et la boutique de lin existait jadis un bâtiment doté de commerces au rez-de-chaussée.

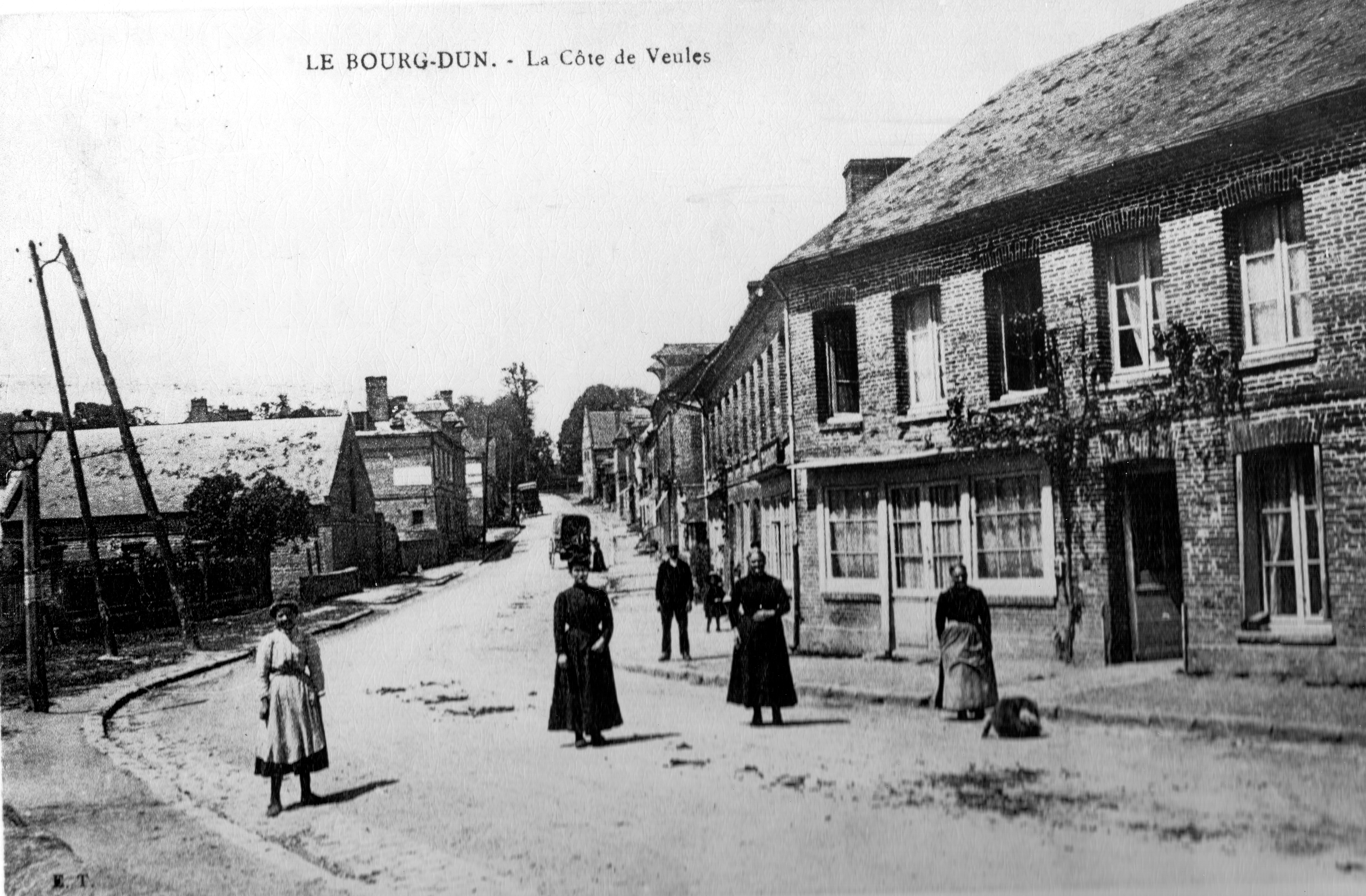
Vue de la Côte de Veules avant la guerre de 1939-1945.

Le 30 août 1944, soit trois jours avant la libération du Bourg-Dun, le dynamitage du pont réduisit à néant cette bâtisse et ravagea le centre historique du Bourg-Dun, laissant de ce fait un espace vide dans le centre-bourg.

### Le Centre-Bourg après-guerre
Sur cette photographie aérienne d'après-guerre, l'on peut voir à gauche de l'église les nouveaux commerces venus remplacer ceux qui existaient autrefois avant le dynamitage.

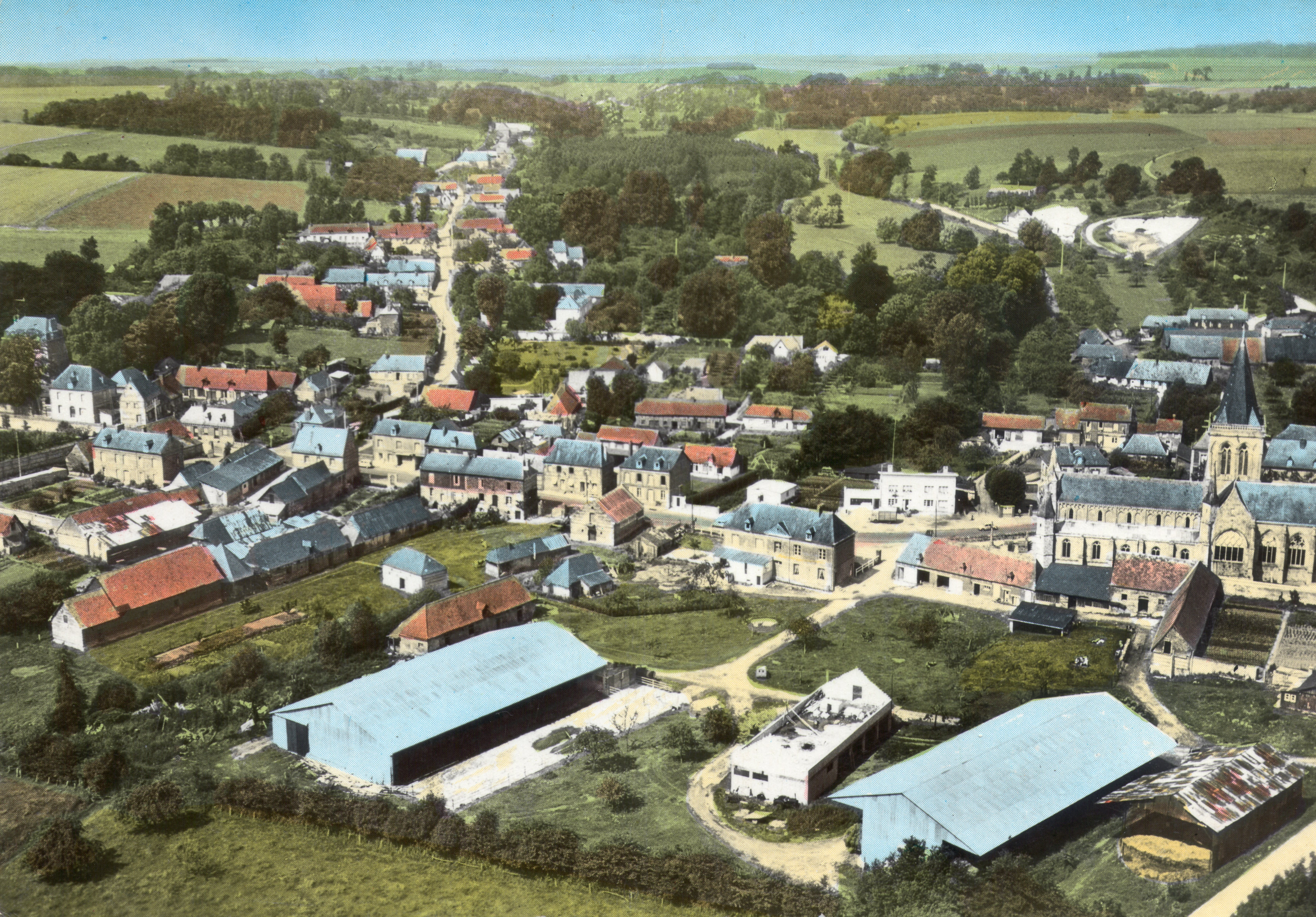
Vue aérienne du Bourg-Dun après la guerre de 1939-1945.

### L'ancien presbytère
Aujourd'hui devenu une propriété privée, le presbytère fut le lieu de résidence des curés du Bourg-Dun jusqu'en 1987. C'est André Hallégoët qui en fut le dernier résident.

L'ancien presbytère possédait autrefois un toit en chaume qui fut sévèrement endommagé par une tempête en 1833. Par la suite, le bâtiment fut rehaussé et la toiture refaite.

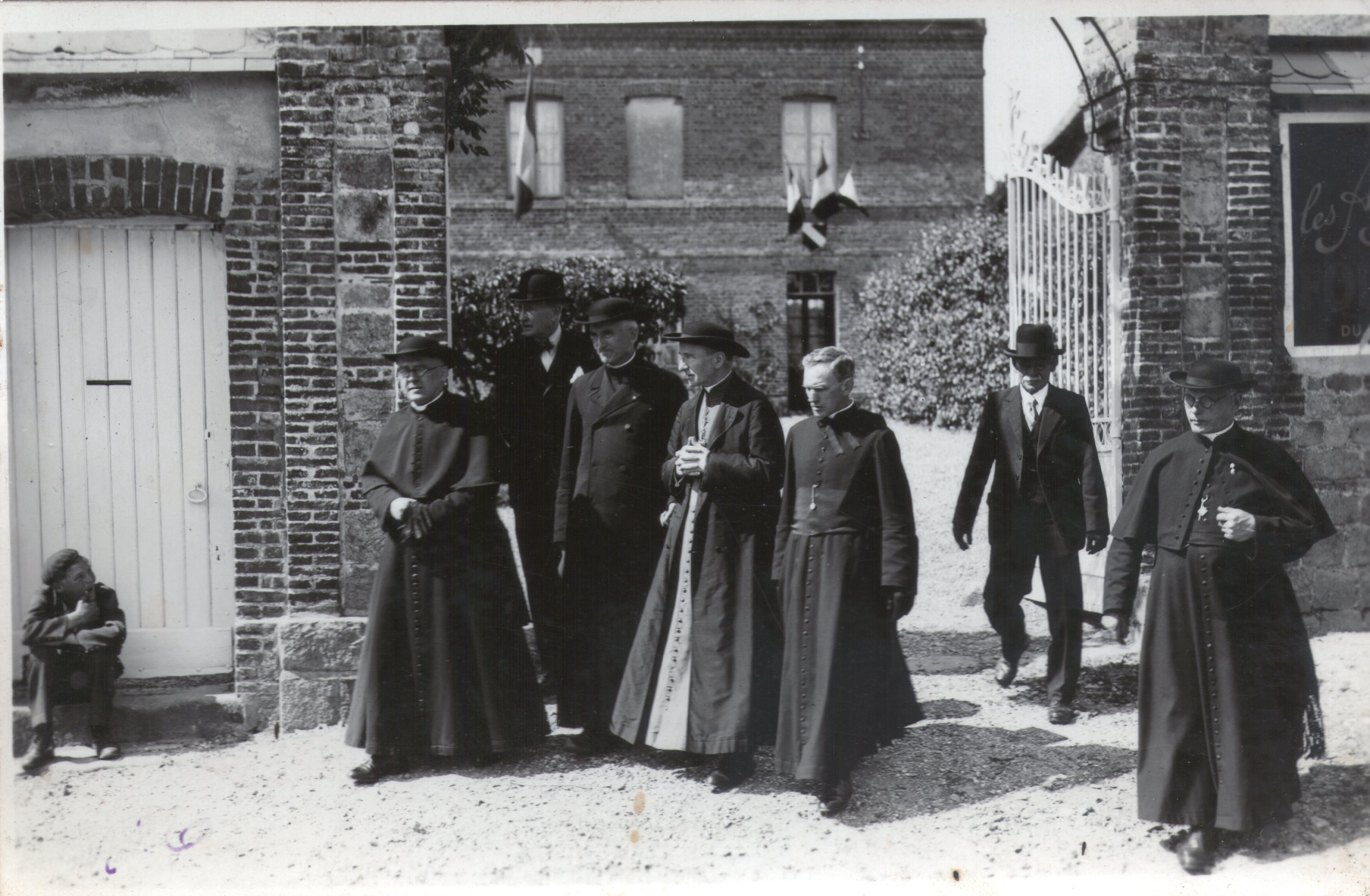
Photographie de l'ancien presbytère, Route de Dieppe.

Le logis donnait par ailleurs sur un potager qui fournissait fruits et légumes. Au-delà de l'aspect purement pratique, le potager servait également de lieu d'initiation aux techniques de maraîchage pour les enfants du village.

### Les anciennes écoles
Édifié en 1868, le bâtiment visible sur cette photographie d'époque abritait déjà la mairie et l'école des garçons. L'école fut ensuite transférée dans l'école des filles à la suite de la généralisation de la mixité et l'ancienne école des garçons devint la bibliothèque intercommunale Anatole-Loth. 

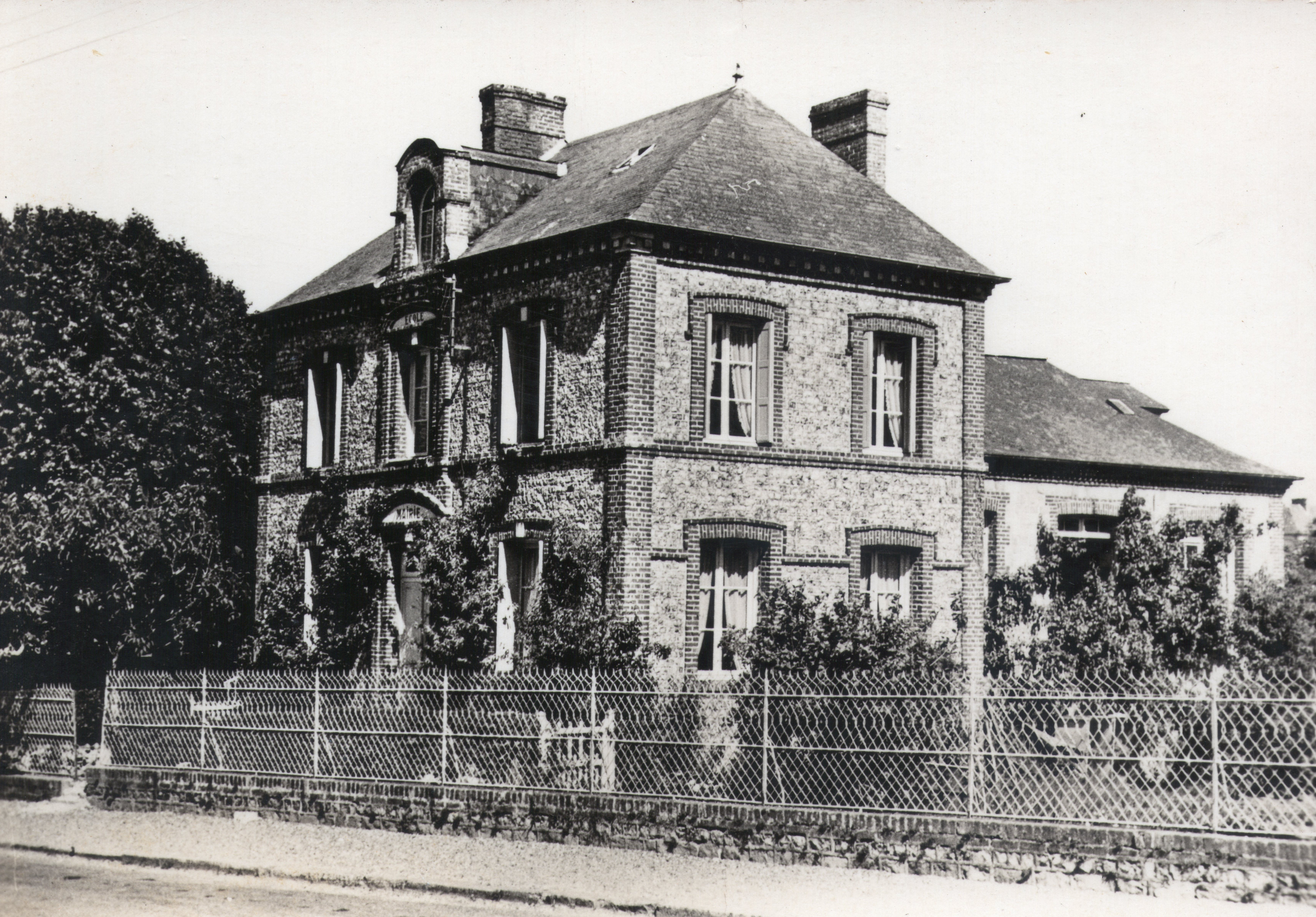
La mairie et l'ancienne école des garçons du Bourg-Dun.

Depuis la fermeture en 2016 de l'unique salle de classe du Bourg-Dun, une reconversion eut lieu pour y créer un centre d'activités culturelles diverses.

### L'ancienne gendarmerie
Implantée dans le bourg en 1817, la gendarmerie était située le long de la route royale entre Dieppe et Saint-Valéry-en-Caux. Une brigade de cinq gendarmes à cheval était installée dans cette maison louée par le département. Elle y demeura une cinquantaine d'années jusqu'à son transfert à Ouville en 1864.

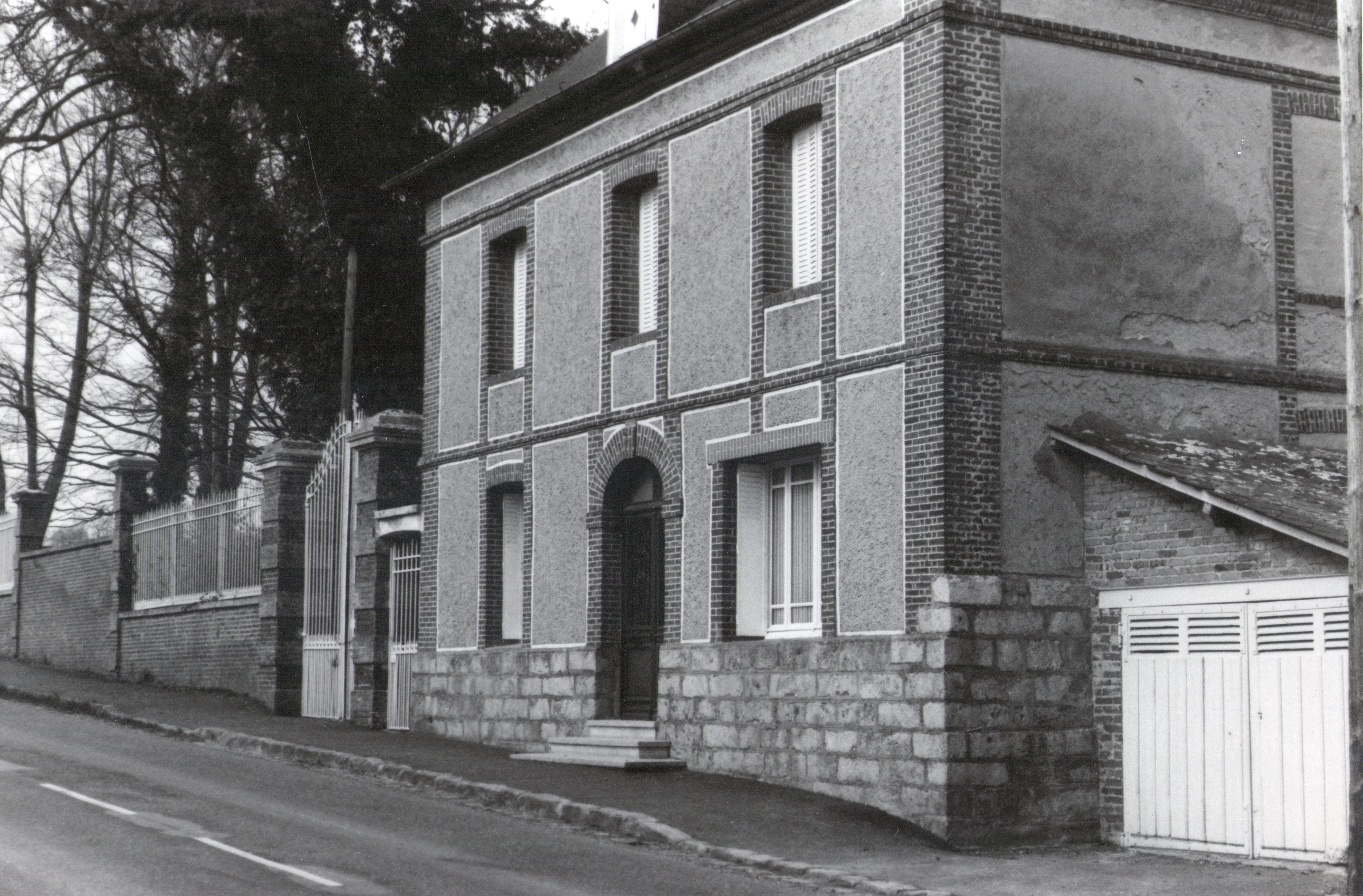
L'ancienne gendarmerie du Bourg-Dun.

La gendarmerie fut ensuite reconvertie en boulangerie, et ce jusqu'en 1934. Le four fut aménagé à l'intérieur même de l'ancienne prison.

### L'espace Bernard-Quesnel (office de tourisme)
Autrefois l'atelier et la maison du cordonnier, ce bâtiment de grande taille situé dans le centre-bourg fut récemment restauré et reconverti en office de tourisme.

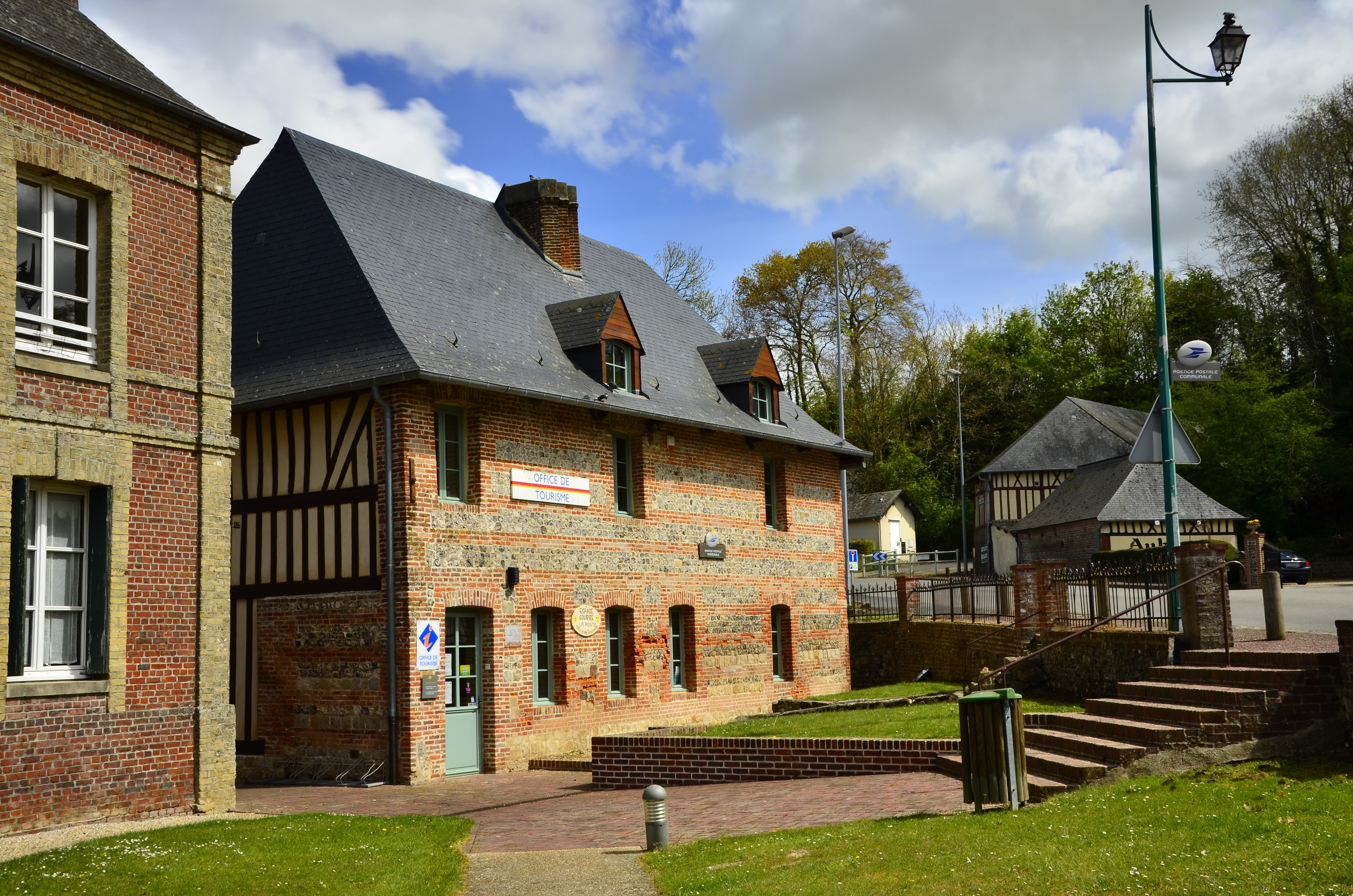
L'Espace Bernard-Quesnel du Bourg-Dun.

L'on y trouve un bureau de poste, une salle d'exposition et une salle des associations. Un des intérêts de ce bâtiment est incontestablement sa cheminée en raison de ses splendides ornements.

### La Rue d'Enfer
Ancienne voie romaine, la rue d'Enfer se situe dans le centre-bourg et passe derrière les bâtiments communaux comme l'office de tourisme et l'ancienne école, mais aussi la boulangerie. Sur cette photographie d'époque, l'on peut voir la rue d'Enfer telle qu'elle était au début du XIXe siècle.

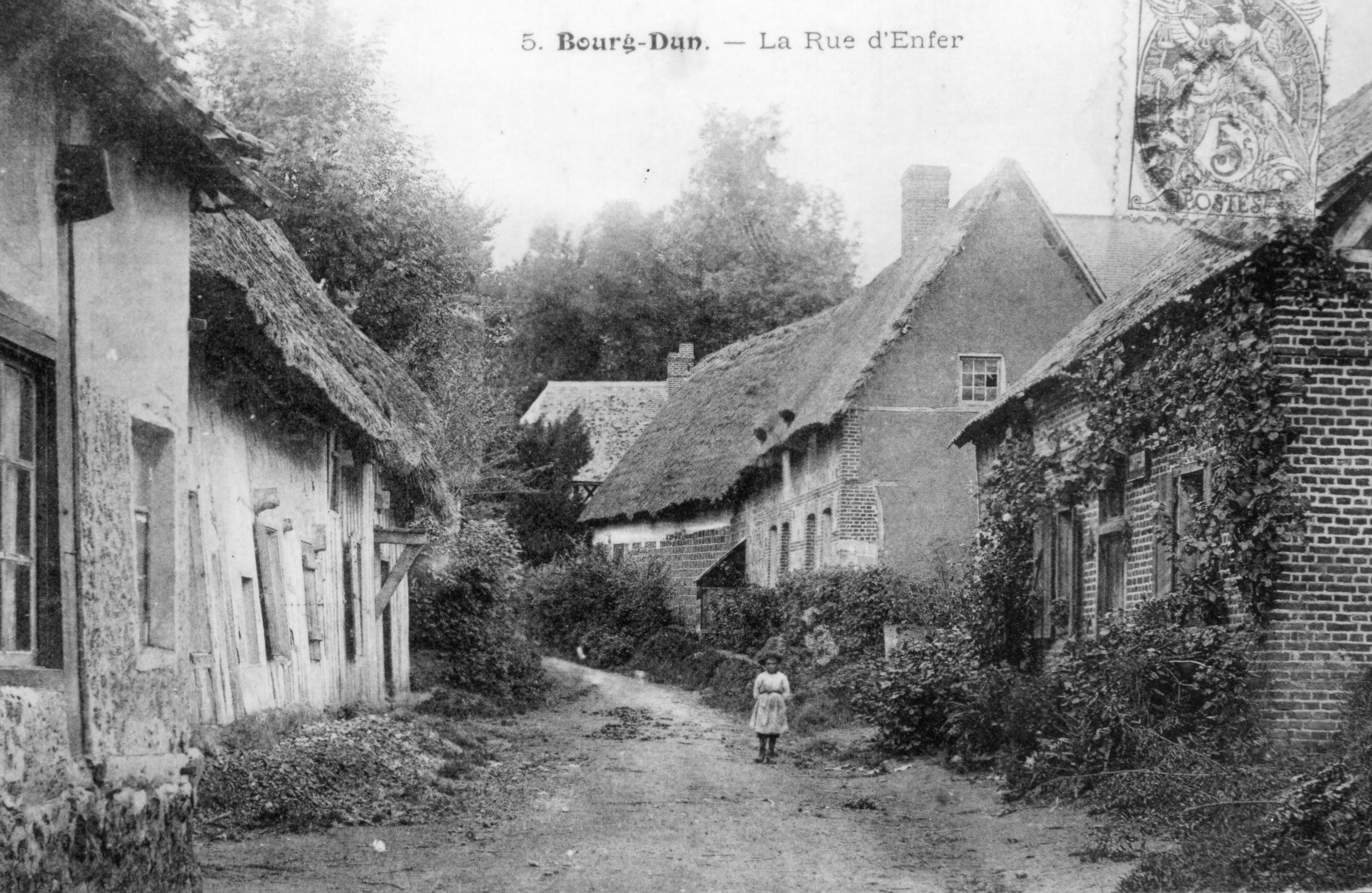
La rue d'Enfer.

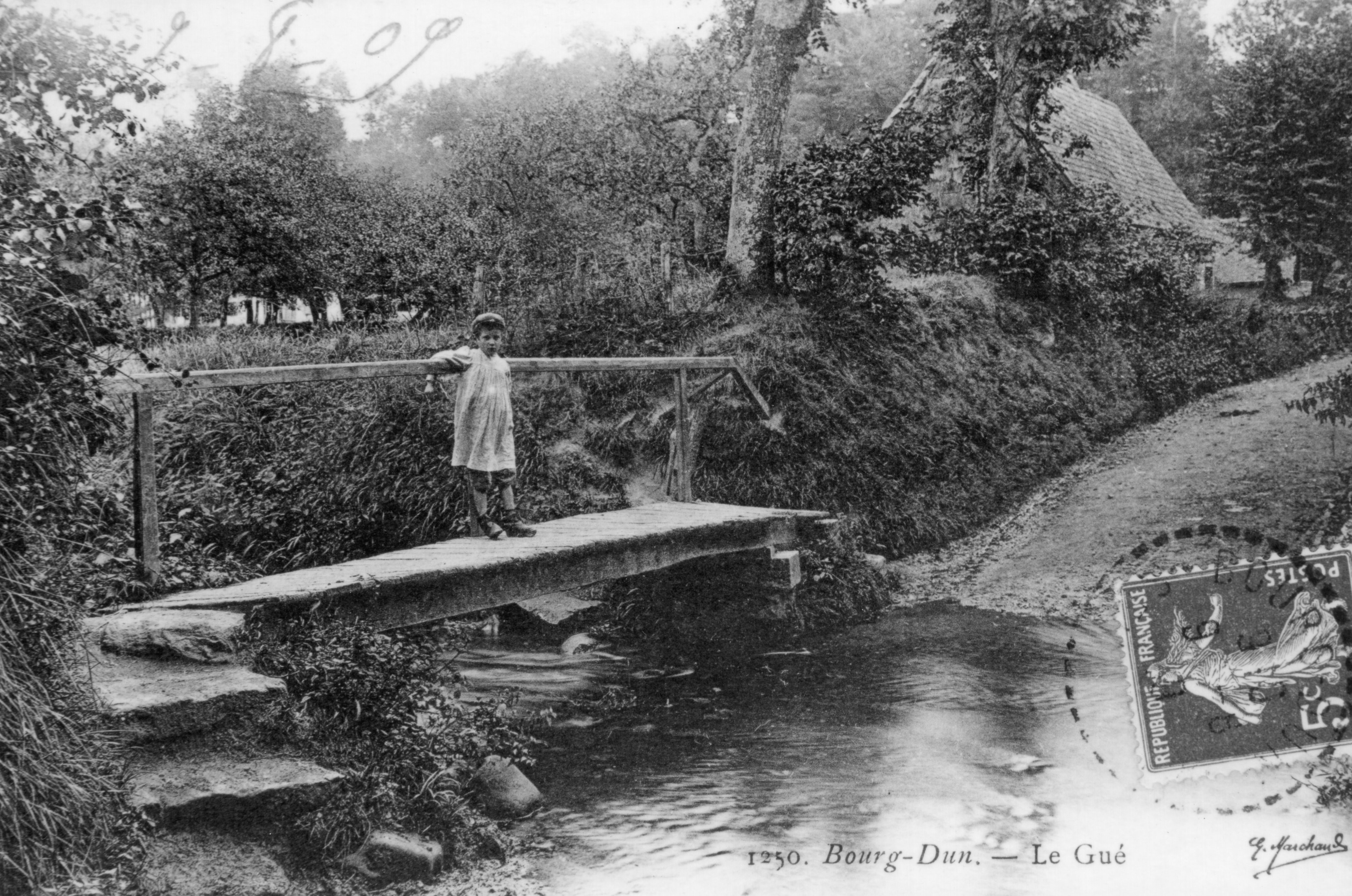
Le pont sur le gué, rue d'Enfer.

La rue d'Enfer a la particularité de passer au-dessus du Dun. Jadis existait un pont sur le gué qui fut réaménagé en 2001 car il représentait un obstacle à la bonne circulation du fleuve, surtout en période de crue.

## Politique et administration
| Période                                  | Période                    | Identité        | Étiquette   | Qualité                                    |
| ---------------------------------------- | -------------------------- | --------------- | ----------- | ------------------------------------------ |
| Les données manquantes sont à compléter. |                            |                 |             |                                            |
| 1848                                     |                            | Jouen           |             |                                            |
| 1860                                     |                            | Ginfray         |             |                                            |
| 1908                                     |                            | Doré            |             |                                            |
| 1910                                     | 1914                       | Marcel Chatain  | Républicain | Agriculteur                                |
| 1925                                     | 1946                       | Pierre Suplice  |             |                                            |
| Les données manquantes sont à compléter. |                            |                 |             |                                            |
| mars 2001                                | En cours (au 10 août 2020) | Philippe Dufour | LREM        | Agriculteur Réélu pour le mandat 2020-2026 |

## Démographie
L'évolution du nombre d'habitants est connue à travers les recensements de la population effectués dans la commune depuis 1793. Pour les communes de moins de 10 000 habitants, une enquête de recensement portant sur toute la population est réalisée tous les cinq ans, les populations de référence des années intermédiaires étant quant à elles estimées par interpolation ou extrapolation. Pour la commune, le premier recensement exhaustif entrant dans le cadre du nouveau dispositif a été réalisé en 2007.

En 2022, la commune comptait 426 habitants, en stagnation par rapport à 2016 (Seine-Maritime : +0,35 %, France hors Mayotte : +2,11 %).
| 1793 | 1800 | 1806 | 1821 | 1831 | 1836  | 1841  | 1846  | 1851  |
| ---- | ---- | ---- | ---- | ---- | ----- | ----- | ----- | ----- |
| 678  | 706  | 710  | 760  | 981  | 1 200 | 1 213 | 1 235 | 1 251 |

| 1856  | 1861  | 1866  | 1872  | 1876  | 1881 | 1886 | 1891 | 1896 |
| ----- | ----- | ----- | ----- | ----- | ---- | ---- | ---- | ---- |
| 1 206 | 1 163 | 1 140 | 1 070 | 1 059 | 824  | 767  | 696  | 665  |

| 1901 | 1906 | 1911 | 1921 | 1926 | 1931 | 1936 | 1946 | 1954 |
| ---- | ---- | ---- | ---- | ---- | ---- | ---- | ---- | ---- |
| 584  | 568  | 611  | 552  | 551  | 545  | 538  | 568  | 539  |

| 1962 | 1968 | 1975 | 1982 | 1990 | 1999 | 2006 | 2007 | 2012 |
| ---- | ---- | ---- | ---- | ---- | ---- | ---- | ---- | ---- |
| 504  | 514  | 458  | 419  | 481  | 440  | 455  | 457  | 423  |

| 2017 | 2022 | - | - | - | - | - | - | - |
| ---- | ---- | - | - | - | - | - | - | - |
| 431  | 426  | - | - | - | - | - | - | - |

## Culture locale et patrimoine

### Monuments classés
La commune abrite deux monuments historiques :
- l'église Notre-Dame classée par liste de 1862[32], dont la rosace a été remplacée en 1997 par l'association Les Campagn'Arts du Bourg-Dun[33].

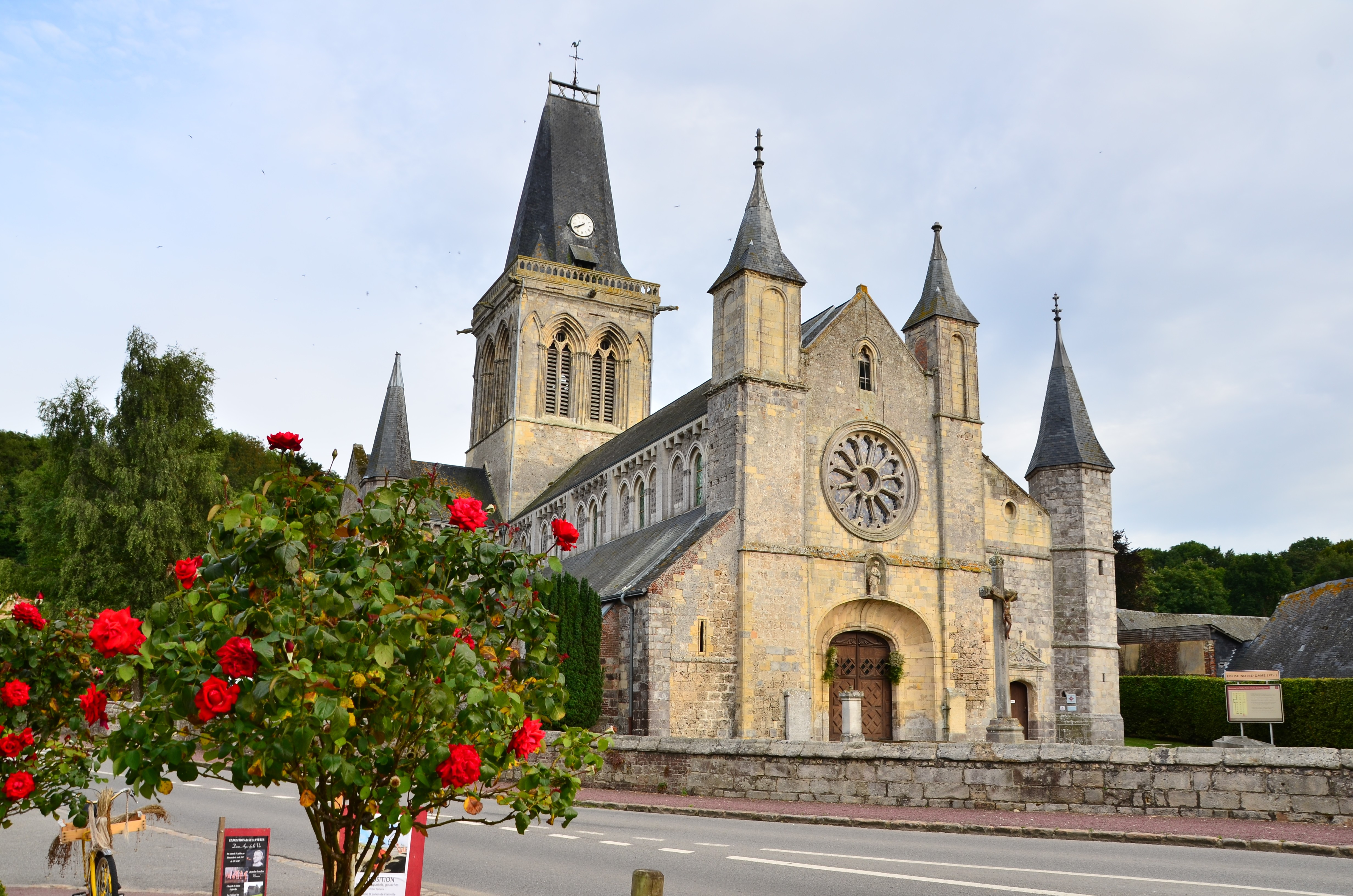
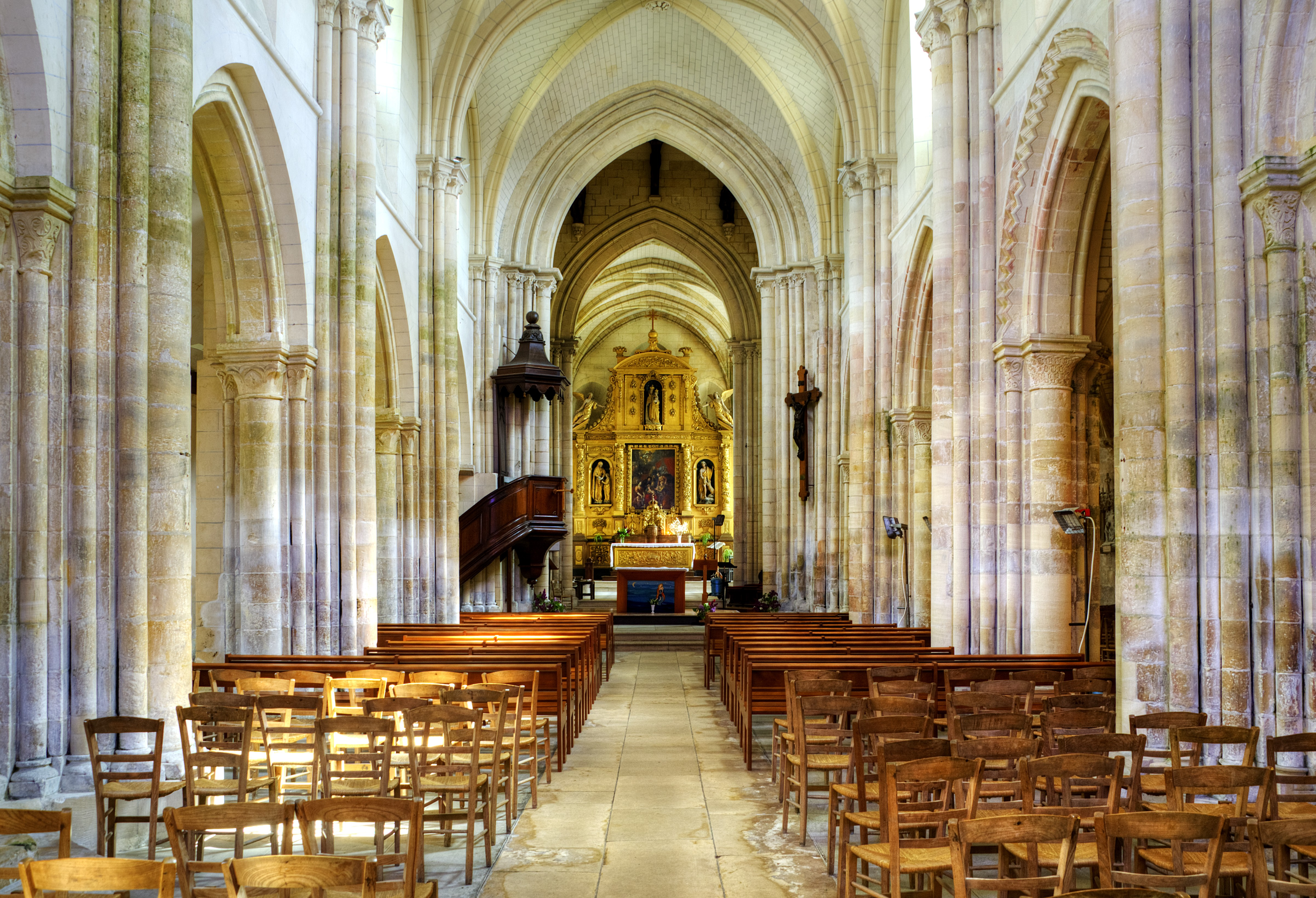
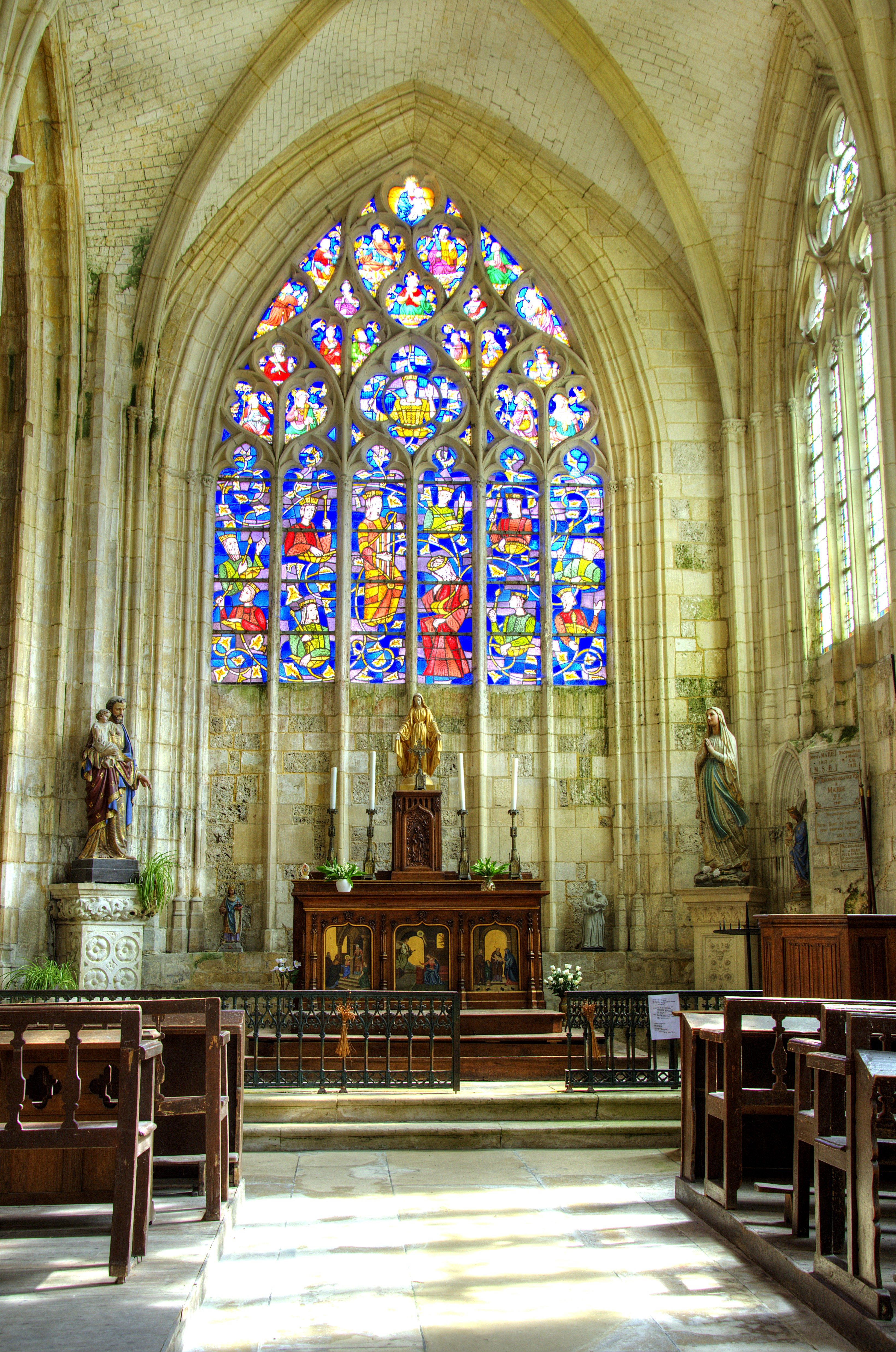

- la chapelle Saint-Julien avec fresques (XIVe siècle). Le sol de la parcelle a été inscrit par arrêté du 18 mai 2005, la chapelle elle-même a été classée par arrêté du 2 juin 2008 et le sol de l'ancien manoir a été inscrit par arrêté du 2 juin 2008[34] ;

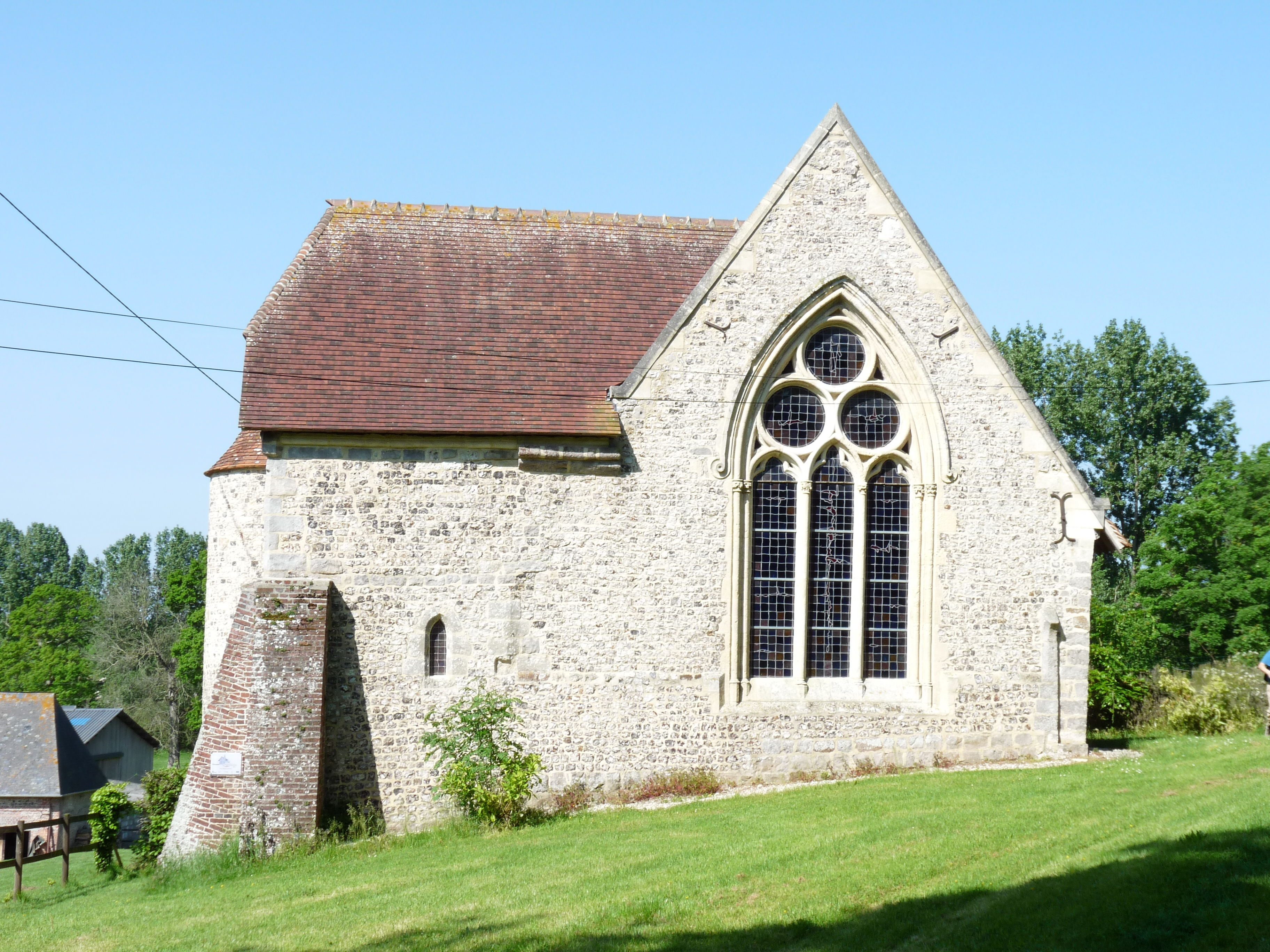
La chapelle Saint-Julien de Flainville.

Autre monument :
- Four à pain du XVIIIe siècle dans le hameau de Flainville.Four à Pain de Flainville.

### Héraldique
| Armes de Le Bourg-Dun | Les armes de la commune de Le Bourg-Dun se blasonnent ainsi : De gueules à la fleur de lis d'or. |

## Pour approfondir